# Francisco Cerúndolo
Francisco Cerundolo é um tenista profissional argentino.
Seu primeiro título foi em Bastad em 2022 no saibro, segundo em Eastbourne 2023 na grama e o terceiro novamente no saibro em Umag 2024.
Foi vice-campeão 3 vezes, Buenos Aires 2021, Lyon 2023 e Buenos Aires 2025 esses dois torneios também disputados no piso de saibro, sua especialidade.

## Carreira
Cerúndolo estreou na chave principal da ATP em casa, no Aberto da Argentina de 2019, em Buenos Aires, depois de receber um wildcard para a chave principal de simples.

### 2021: Primeira final ATP, estreia nos Jogos Olímpicos
Em janeiro de 2021, ele foi um dos dois jogadores a testar positivo para COVID-19 durante o evento de qualificação do Aberto da Austrália em Doha.
Francisco Cerundolo alcançou sua primeira final da turnê ATP no 2021 Argentina Open como uma qualificação, mas foi derrotado pelo n ° 9 do mundo Diego Schwartzman . Ele foi o primeiro classificado a chegar à final em Buenos Aires desde Jose Acasuso em 2001. Na época, Acasuso era treinado pelo pai de Cerundolo, Alejandro Cerundolo.
Cerundolo fez sua estreia no sorteio principal em um Grand Slam no Aberto da França de 2021 como um perdedor de sorte, onde perdeu para Thiago Monteiro.

### 2022:Primeiro título ATP:
Conquistou seu primeiro título ATP em Bastad, vencendo Sebastian Baéz por 7/6, 6/2!

## Vida pessoal
Seu irmão mais novo, Juan Manuel Cerúndolo também é jogador de tênis. Juan Manuel também estava em sua primeira final e conquistou seu primeiro título no Córdoba Open 2021, uma semana antes da final de seu irmão. Os Cerundolos se tornaram os primeiros irmãos a chegarem à final consecutiva no ATP Tour desde 2017, quando Alexander Zverev conquistou o título em Roma e Mischa Zverev chegou à final em Genebra. Em Córdoba, Francisco disputou o primeiro evento ATP Tour em que seu irmão também competiu, tornando-os os primeiros irmãos argentinos em 40 anos a participarem do mesmo torneio.

## Finais de carreira ATP
| Lenda                     |
| ------------------------- |
| Torneios Grand Slam (0–0) |
| Finais ATP (0–0)          |
| Masters 1000 (0–0)        |
| ATP Tour 500 Series (0–0) |
| ATP Tour 250 Series (0-1) |

| Finais por superfície |
| --------------------- |
| Difícil (0–0)         |
| Clay (0-1)            |
| Grama (0–0)           |

| Finais por configuração |
| ----------------------- |
| Externo (0-1)           |
| Interno (0–0)           |

## Finais de ATP Challenger e ITF Futures

### Simples: 15 (12–3)
| Legend (Singles)          |
| ------------------------- |
| ATP Challenger Tour (4–1) |
| ITF Futures Tour (8–2)    |

| Titles by Surface |
| ----------------- |
| Hard (1–0)        |
| Clay (11–3)       |
| Grass (0–0)       |

### Duplas: 2 (1–1)
| Lenda (solteiros)         |
| ------------------------- |
| Tour ATP Challenger (0–0) |
| Tour Futuros da ITF (1–1) |

| Títulos por superfície |
| ---------------------- |
| Difícil (0–0)          |
| Clay (1-1)             |
| Grama (0–0)            |